# 제15회 미쟝센 단편 영화제
제15회 미쟝센 단편 영화제는 2016년 6월 23일에 열린 시상식이다.

## 수상 및 후보

### 비정성시 최우수작품상
- 여름밤 - 이지원 수상

### 사랑에관한짧은필름 최우수작품상
- 연애경험 - 오성호 수상

### 절대악몽 최우수작품상
- 사슴꽃 - 김강민 수상

### 희극지왕 최우수작품상
- 그건 알아주셔야 됩니다 - 한지수 수상

### 4만번의구타 최우수작품상
- 몸 값 - 이충현 수상

### 식스 센스 부문 최우수작품상
- 내앞 - 김인근 수상

### 심사위원특별상
- 새들이 돌아오는 시간 - 정승오 수상

### 심사위원 특별상 연기부문
- 새들이 돌아오는 시간 - 연기팀 수상

### 미쟝센 상
- 새들이 돌아오는 시간 - 정승오 수상

### I love Shorts! 관객상
- 연애경험 - 오성호 수상

### B tv 관객상
- 몸값 - 이충현 수상

### 시각효과연출상
- 멈추지마 - 김건 수상

### MSFF 2016 장편트리트먼트 공모전 with 싸이더스
- 박한길 중사의 탄생 - 유재현 수상

### 비정성시 부문
- 0814, 멈춰진 시간 - 백유경
- 거미줄 - 정시온
- 나가요: ながよ - 차정윤
- 낙원 - 황승윤
- 미용실 - 구지현
- 수요기도회 - 김인선
- 안내견 - 김주환
- 여름밤 - 이지원
- 연애 - 김석영
- 자기소개서 - 방우리
- 제삿날 - 김택호
- 천막 - 이란희
- 티치 미 - 김민주
- 할미 - 홍애진
- 햄스터 - 김세인

### 사랑에 관한 짧은 필름 부문
- 가슴의 문을 두드려도 - 최윤태
- 그 엄마, 딸 - 김희정
- 동물원 - 김세현
- 러브레따 - 서은아
- 면회가는 날 - 방우리
- 모스키토 - 성기현
- 부끄럽지만 - 엄하늘
- 빈 방 - 정다희
- 새들이 돌아오는 시간 - 정승오
- 심장이 두근두근 - 김윤기
- 연애경험 - 오성호
- 정우의 우정 - 김승주
- 피아노와 아이 - 이현미

### 희극지왕 부문
- 그건 알아주셔야 됩니다 - 한지수
- 라이츄의 입시지옥 - 김현
- 송곳니 - 신종훈
- 승부조작 - 신우석
- 웰컴 - 권순희
- 주왕 - 엄우섭
- 지식인 박광만 - 박중현
- 지오토 - 허준석
- 청춘과부 - 주혜리

### 절대악몽 부문
- 구원의 날 - 심찬양 외 1명
- 귀신고래 - 최양현
- 누구의 아이가 울고 있나 - 전우성
- 망 - 김유민
- 무저갱 - 김지현
- 사슴꽃 - 김강민
- 웨잇데어 - 염지호
- 피사체 - 손경배

### 4만번의 구타 부문
- 락아웃 - 현조
- 멈추지 마 - 김건
- 몸값 - 이충현
- 분노의 역류 - 박신우
- 수렵허가구역 - 신동훈
- 아줌마 - 구지현
- 청동계단 - 윤성준
- 팡뜨 - 양진열

### 식스 센스
- 아포리아 - 강신규
- White Island - 김두림
- 고함 - 김정우
- 나와 함께 블루스를 - 이한종
- 내앞 - 김인근
- 눈을 감아도 빛은 남는다 - 김민철
- 백마 타고 온 또또 - 김지환
- 소금물 - 홍성준
- 저스트 씬 vol.1 - 박선주
- 핡수고대 - Bansuk Wolf

### 국내초청
- 열일곱 - 김태용
- 창백한 푸른 점 - 김태용
- 이 공을 받아줘 - 김태용
- 시선 1318 - 김태용
- 제2회 제천국제음악영화제 트레일러 - 김태용
- 모두들 하고 있습니까? - 김태용
- 오랜 연인들 - 김태용
- 차라도 한 잔, 영화도 한 편! - 김태용
- 바람이 우리를 데려다 주리라 - 김태용
- 그녀의 연기 - 김태용
- 피크닉 - 김태용
- 그녀의 전설 - 김태용

### 국내초청 - 여성 감독 특별전
- 인간 의자 - 최은진
- 하교길 - 신은영
- 가리베가스 - 김선민
- 호랑이 프로젝트 - 이지행
- 낫시리아 - 이유림
- 너의 의미 - 손원평
- 심심한 여자 - 최영림
- 기후변화 - 김혜지
- 약속 - 양현아
- 애드벌룬 - 이우정
- 정성임 - 거짓말
- 마침내 날이 샌다 - 한인미
- 싫어 - 유은정

### 국내초청 - 미쟝센의 미쟝센
- 징후 - 조재민
- 섬 안의 섬, 그 안의 더 많은 바다, 그리고 그 안의 더 많은 섬들 - 김지영
- 이정진 - 고스트
- 고요의 바다 - 최항용
- Hello Stranger - 윤평화
- 리코더 시험 - 김보라
- 도깨비숲 - 유후용
- 달이 기울면 - 정소영